# Francesco Bandini
Bandini Francesco, vagy Francesco Bandini ( ? – 1490 körül), firenzei humanista.

## Életpályája
Francesco Bandini Marsilio Ficino baráti köréhez tartozott, tagja volt a filozófus neoplatonista akadémiájának, ahol Marsilio Ficino felkérésére több szümposziont is szervezett (1468, 1473). Bátyja, Bernardo 1478-ban aktívan részt vett a Pazzi-összeesküvésben; ő ölte meg Lorenzo öccsét, Giuliano de’ Medicit, amiért később felakasztották. Erről Leonardo da Vinci egy rajzán emlékezett meg.
Francesco már korábban, 1474 körül Nápolyba ment, majd 1476–ban érkezett Beatrix királyné kíséretében Budára, és Magyarországon maradt valószínűleg haláláig. Báthori Miklós (1474–1507) váci püspök Francesco Bandinit bízta meg a váci püspöki levéltár kezelésével.
A budai neoplatonista kör megszervezésében is alapvető szerepe volt, és Ficinóval, valamint Lorenzo de’ Medicivel folytatott levelezése folytán, rajta keresztül került szoros kapcsolatba a magyar király budai humanista köre a firenzei neoplatonizmussal.

## Munkássága
Irodalmi munkásságáról keveset tudunk, Nápolyban írt egy, a várost dicsőítő művet. Két levele maradt fenn, amelyek közül az egyiket Báthory Miklós váci püspök rezidenciájáról küldte Firenzébe. Egy firenzei barátjának fia, Lorenzo Gondi halála alkalmából írt vigasztaló levele (Consolatio) vérbeli humanista alkotás.